# Паралија Сикијас
Паралија Сикијас (грч. Παραλία Συκιάς) је приморско насељено место у општини Ситонија у периферији Средишња Македонија, Грчка. Према попису из 2021. године било је 44 становника.
Насеље је било пристаниште за мештане Сикије и први пут се помиње 1920. године са 22 житеља. Од 1920. до 1991. године се није водило као посебно насеље.